# Cornelius Jansen Starszy
Cornelius Jansen Starszy, Korneliusz Janseniusz (ur. w 1510 w Hulst, zm. 11 kwietnia 1576 w Gandawie) – kapłan katolicki, belgijski teolog, biskup Gandawy, profesor uniwersytetu w Lowanium, egzegeta.
Studiował w Gandawie i Lowanium, w 1533 uzyskał tytuł lector Bibliae i licencjat z teologii. W 1549 został proboszczem w Courtrai. W 1561 został doktorem teologii i profesorem egzegezy na uniwersytecie w Lowanium. W 1563 uczestniczył na ostatnich sesjach Soboru Trydenckiego jako delegat uniwersytetu i króla Filipa II. W 1565 roku został mianowany biskupem Gandawy, a 29 sierpnia 1568 przyjął sakrę.
Wydał wiele dzieł treści egzegetycznej i polemicznej, które zalecane były między innymi przez Korneliusza a Lapide i św. Roberta Bellarmina.

## Dorobek
- Concordia Evangelica (dopełniona później o dodatek Commentarius in concordiam et totam historiam Evangelicam), 1540(?), 1549, 1571, 1577. Jest to zbiór i historia wszystkich spraw, nauk, żywota i śmierci Jezusa Chrystusa, ze wszystkich czterech Ewangelii w jedno zebrana i złożona.
- Commentarius in proverbia Salomonis, 1569
- Annotationes in l. Sapientiae, 1569 (?)
- Commentarius in Ecclesiasticum, 1569
- Paraphrasis et annotationes na wszystkie psalmy, 1578, 1570. W tym komentarzu trzyma się tekstu hebrajskiego, uwzględniając grecki, podaje sens literalny, prorocki i historyczny. To samo dzieło wydane zostało powtórnie w 1586 i 1592 z dodatkiem uwag na Cantica Canticorum[2].

Dzieło Concordia Evangelica stanowiło wzorzec do ostatniej pracy ks. Jakuba Wujka i wydane zostało w polskim tłumaczeniu pt. Żywot i nauka Pana naszego Jezusa Chrystusa albo Ewangelia z czterech jedna. Na sto i pięćdziesiąt rozdziałów z modlitwami porządnie rozłożona (Kraków, 1597 r.). Ksiądz Jakub Wujek w przedmowie do swej pracy tłumaczy, że Concordiam Evangelicam (czyli zgodę Ewangelistów w jedną złożoną) przygotowali już wcześniej między innymi Teofil z Antiochii czy Euzebiusz z Cezarei i inni żyjący w jego czasach, z których najlepszy jest Concordiam Evangelicam Korneliusza Janseniusza.